# Gord Reay
Le lieutenant-général Gord Reay, né le 30 mai 1943 à Royston au Royaume-Uni et décédé le 21 décembre 2000 à Zagreb en Croatie, était un officier militaire canadien. Il a été le chef d'état-major de l'Armée canadienne de 1993 à 1996.

## Biographie
Gordon Reay est né le 30 mai 1943 à Royston au Royaume-Uni. Il a effectué ses études secondaires à Montréal, puis, il a été diplômé du Collège militaire royal du Canada en 1965. Il a reçu sa commission d'officier au sein du 2e Bataillon, Princess Patricia's Canadian Light Infantry. En 1979, il a été nommé commandant du 1er Bataillon, Princess Patricia's Canadian Light Infantry. En 1987, il a été nommé commandant du 1er Groupe-brigade du Canada. En 1991, il a été nommé commandant adjoint du Commandement de la Force terrestre, puis, en 1993, chef d'état-major de l'Armée canadienne. Alors en retraite, il est mort dans un accident d'auto le 21 décembre 2000 au cours d'une mission humanitaire en Croatie.